# Мостипан Іван Левкович
Іван Левкович Мостіпа́н — громадський і культурний діяч на Зеленому Клині.

## Біографія
Народився у Ніжинському повіті Чернігівської губернії у 1890 році.
За фахом — телеграфіст.
У 1911—1918 проживав у м. Владивосток, член правління Владивостоцького товариства народних читань, режисер українських аматорських вистав та один з керівників Українського гуртка, що діяв у Владивостоці у Народному Домі (1909–17).
У серпні 1918 переїхав до м. Свободний (нині місто Амурської області, РФ); обраний до Свободненської української окружної ради.
1920—1921 — голова товариства «Просвіта» у Свободному, активно займався театральною діяльністю, мав артистичний псевдонім  Орленко .
1921 прибув в Україну з повноваженнями представника від українських організацій Далекосхідної Республіки до уряду УСРР, перед яким виступав з клопотаннями щодо допомоги в забезпеченні підручниками українських шкіл на Далекому Сході та повернення українців з Далекого Сходу в Україну. Згодом жив у м. Ніжин.
Через захворення помер у 1942 році в м. Глухові Сумської області